# René Maquoi
René Jean Henri Maquoi (1942) é um engenheiro civil belga.
Maquoi estudou engenharia civil na Universidade de Liège, obtendo o diploma em 1965. Lá obteve um doutorado em 1973, onde lecionou desde 1979. Foi aluno de Charles Massonnet.
Recebeu um doutorado honorário da Universidade de Lisboa.
Recebeu em 1998 o primeiro Prêmio Charles Massonet.